# FK Sloboda Novi Grad
FK Sloboda Novi Grad oder FK Sloboda Bosanski Novi ist einer der ältesten Fußballvereine Bosnien und Herzegowinas. Der Verein aus der Stadt Novi Grad trägt seine Spiele im Mlakve-Stadion aus, das älter als der Verein selbst ist. Derzeit spielt er in der zweiten Liga Bosniens.

## Geschichte
Seit der Gründung des Fußballverbandes der Republika Srpska spielt der Verein regelmäßig in der zweitklassigen Prva Liga der Republika Srpska. Der größte Erfolg dabei war der vierte Platz im Jahre 2003. Im Pokalwettbewerb schaffte man 2001 den Finaleinzug.

## Erfolge
- Vize-Pokalsieger des RS-Pokals: 2000/01